# Divoký anděl
Divoký anděl (ve španělském originále Muñeca brava) je argentinský televizní seriál, romantická telenovela s komediálními prvky. Premiérově byl vysílán v letech 1998–1999 na stanici Telefe, v původní podobě čítal 285 dílů, mezinárodní verze obsahuje 270 epizod. Ústřední dvojici ztvárnili Natalia Oreiro a Facundo Arana, pro něž to byl díky celosvětovému úspěchu této telenovely počátek mezinárodní kariéry. Většina seriálu byla natočena v Buenos Aires a okolí, některé díly ale byly filmovány také v Itálii a ve Španělsku.

## Příběh
Milagros vyrůstala v Buenos Aires od svého narození s dalšími dětmi v klášteře, jehož sestry se starají o sirotky. Její matka totiž zemřela při porodu a otce nikdy nepoznala. Velkým koníčkem dívky je fotbal, který hraje s dalšími dětmi z ulice. Díky tomu má přezdívku Cholito, podle argentinského fotbalisty Diega Simeoneho, zvaného Cholo. Po dovršení 18 let se Milagros dostane jako služka do zámožné rodiny Di Carlových. Ve vile La Soledad, kde žijí, pozná nové přátele, ale i zákeřné a intrikářské osoby, a to jak mezi ostatním personálem, tak mezi členy rodiny. Její hlavou je otec Federico, který sice vede rodinnou stavební firmu, ale zároveň většinou svého příbuzenstva pohrdá. Jeho syn, sukničkářský playboy Ivo, má vztah s otcovou ambiciózní a všehoschopnou sekretářkou Andreou, ale zároveň si užívá i s dalšími děvčaty. Dobrosrdečná a upřímná Milagros, kterou do problémů mnohdy přivede její prořízlá pusa, se stane služebnou Federicovy matky Angéliky, která téměř nevychází z domu a truchlí pro své ztracené vnouče. Dívka se navíc zamiluje do pánova syna Iva, který její city opětuje, jenže jejich případnému vztahu není ze strany rodiny přáno.

## Obsazení

### Ústřední dvojice
- Natalia Oreiro (český dabing: Ivana Andrlová) jako Milagros „Mili“ Esposito, zvaná Cholito
- Facundo Arana (český dabing: Ivan Jiřík) jako Ivo Di Carlo

### Hlavní role
- Fernanda Mistral (český dabing: Hana Maciuchová) jako Luisa Di Carlo, Ivova matka
- Verónica Vieyra (český dabing: Olga Želenská) jako Victoria „Vicky“ Di Carlo, Ivova sestra
- Lydia Lamaison (český dabing: Růžena Merunková) jako Angélica Di Carlo, zvaná Madam (v originále Doña), Federicova matka
- Victoria Onetto (český dabing: Eva Spoustová) jako Adelina „Lina“, zvaná Motýlek (v originále Mariposa), služebná u Di Carlových
- Norberto Díaz (český dabing: Oldřich Vlach) jako Damián Rapallo, Luisin bratr
- Mariana Arias (český dabing: Mahulena Bočanová [do 119. dílu, vyjma 14.–17. dílu], Zuzana Skalická [14.–17. díl, od 120. dílu]) jako Andrea Ramosová, sekretářka v podniku
- Silvia Baylé (český dabing: Jana Drbohlavová) jako Amparo Rodríguezová / Socorro Rodríguezová, kuchařka u Di Carlových
- Segundo Cernadas (český dabing: Vladislav Beneš) jako Pablo Rapallo, Damiánův syn
- Osvaldo Guidi (český dabing: Libor Terš) jako Bernardo Avelleyra, majordomus u Di Carlových
- Valeria Lorca (český dabing: Veronika Jeníková) jako Martha Rodriguezová, zvaná Martička (v originále Martita), dcera Socorro, služebná u Di Carlových
- Gabriela Sari (český dabing: Kateřina Lojdová) jako Gloria Esposito, kamarádka Milagros z kláštera, služebná u Di Carlových
- Pablo Novak (český dabing: Michal Michálek) jako Alfredo „Bobby“ de Solo, Ivův kamarád
- Gino Renni (český dabing: Radovan Vaculík) jako Ramón García Parapuchino, zahradník u Di Carlových
- Marcelo Mazzarello (český dabing: Tomáš Juřička) jako Morgan „Rocky“, řidič u Di Carlových
- Arturo Maly (český dabing: Vladimír Brabec [do 233. dílu], Jiří Prager [od 234. dílu]) jako Federico Di Carlo, Luisin manžel

## Produkce
Přímým předchůdcem Divokého anděla byla komediální telenovela Casablanca, v níž měli ústřední dvojici ztvárnit Natalia Oreiro a Leonardo Sbaraglia. Seriál měl pojednávat o mladé chudé dívce z venkova jménem Rosa (Oreiro), která přijde do Buenos Aires, kde začne pracovat v restauraci, kde se zamiluje do intelektuálního kuchaře Diega (Sbaraglia). Režisérem byl Rodolfo Ledo, jenž psal i scénář. Natáčení bylo zahájeno počátkem května 1998, produkce byla ovšem v červenci zastavena. Hlavním problémem byl Ledo, který doslova ze dne na den ze studia zmizel a v dopise oznámil, že měl tvůrčí spory s vedením televizní společnosti Telefe a že se kvůli zdravotním problémům odjel léčit na jih Argentiny. V té době bylo zfilmováno 22 dílů, tedy asi třetina z konečného počtu epizod objednaných Telefe, kterých mělo být 60. V důsledku odchodu Leda opustil pořad i představitel hlavní role Sbaraglia. Producent Raúl Lecouna najal dalšího režiséra a scenáristy, aby seriál dokončili. Použitelných (po úpravě a střihu) však bylo pouze prvních deset dílů, zbytek by musel být s jiným hercem natočen znovu. Vynechány by taky byly různé scény a zápletky, které obsahovaly velmi specifický Ledův humor. Společnost Telefe nakonec počátkem srpna 1998 projekt zrušila, i když do něj investovala asi 2 miliony dolarů.
Úspěšný telenovelový tvůrce Enrique Torres následně začal pro Telefe rychle pracovat scénáři k novému seriálu, který měl Casablancu nahradit, a který z ní přejal některé prvky. Do připravovaného projektu přešla řada herců, kteří často získali obdobné role, jako měli ztvárnit ve zrušené telenovele, včetně hlavní představitelky Natalie Oreiro, jež nově měla být chudým sirotkem a služkou v zámožné rodině. Do páru byl k ní nakonec vybrán Facundo Arana, který v té době působil v dětské muzikálové telenovele Chiquititas. Produkce Divokého anděla byla zahájena počátkem října 1998, natáčelo se ve studiích Sonotex v Martínezu, kde původně vznikala i Casablanca. Pro exteriéry byla použita především vila v San Isidru, která představovala vilu La Soledad, a areál Instituto Carlos Pellegrini v Pilaru, jenž byl zobrazen jako klášter. Štáb však pro jednotlivé díly využil i vzdálenější lokace: Luján, Zelayu, vodopády Iguazú, lyžařské středisko Bariloche v Andách či město Carmelo v Uruguayi. Natáčelo se ale i v Evropě, ve Florencii, v Římě a na Ibize.
V seriálu byla využita hudba z debutového eponymního alba Natalie Oreiro, které bylo natočeno v první polovině roku 1998 a které vyšlo v létě 1998. Pro znělku posloužila píseň „Cambio dolor“, k níž byl nově natočen videoklip, rovněž použitý ve znělce. Balada „Me muero de amor“ byla využita jako milostný hudební motiv hlavních představitelů, jako podkres při establishing shotech zní úryvky z dalších písní této desky. Jako jednorázoví hosté se v Divokém andělovi objevili Claudia Maradonová, manželka Diega Maradony, či fotbalista Gabriel Batistuta (oba ztvárnil sami sebe). Závěrečný díl byl natočen koncem listopadu 1999, poslední svatební scéna byla filmována v areálu Instituto Carlos Pellegrini.

### České znění
České znění vyrobila v letech 1999 a 2000 společnost CET 21 ve společnosti Produkce pod režijním vedením Jany Michajlové a v překladu Nikoly Brudera, Petra Klímy, Aleny Křížkové a Jindřišky Mendozové. Natalii Oreiro poprvé nadabovala Ivana Andrlová. 

## Vysílání
Seriál byl vysílán ve všední dny po 13. hodině. Úvodní díl byl na obrazovkách uveden 16. listopadu 1998, poslední epizodu diváci zhlédli 17. prosince 1999. Celkem vzniklo 285 dílů, přičemž mezinárodní verze Divokého anděla obsahuje 270 epizod, které jsou částečně odlišně sestříhány.
V Česku byl seriál premiérově vysílán na TV Nova od 22. května 1999 do 10. října 2000. Uváděn byl zprvu o víkendu, nejprve v podvečer před 18. hodinou, posléze dopoledne kolem 11. hodiny. Od září 1999 se na obrazovkách objevoval po celý týden v podvečerním čase (kolem 18. nebo 19. hodiny), což bylo na konci roku 1999 zredukováno pouze na pracovní dny.

## Přijetí
V Argentině se Divoký anděl dočkal diváckého úspěchu, pravidelně dosahoval prvních příček v žebříčcích sledovanosti. V letech 1998 a 1999 získal cenu Martína Fierra v kategorii telenovel, na dalších sedm byl v jiných kategoriích nominován. Seriál byl úspěšně prodán i do zahraničí, populární se stal například v Izraeli, kde v roce 2000 získal čtyři ceny Viva, nebo v Rusku.
I v Česku byl seriál z diváckého hlediska úspěšný. Průměrně jej (ve skupině 15–54 let) sledovalo 623 tisíc diváků, Rating dosáhl hodnoty 10,3 % a share 58,9 %, takže se po Esmeraldě jednalo o druhou nejsledovanější telenovelu.
Díky úspěchu seriálu začaly být, jak je v žánru telenovel zvykem, natáčeny remaky Divokého anděla. Jako první to byl portugalský seriál Anjo Selvagem (2001–2003), v latinskoamerickém prostoru se pak jednalo o mexickou telenovelu Al diablo con los guapos (2007–2008) a o peruánskou La Tayson, corazón rebelde (2012). Adaptace se však objevily i v Indii v podobě seriálu Miilee (2005–2006) a v Indonésii jako seriál Hafizah (2009–2010).